# Port lotniczy Lampedusa
Port lotniczy Lampedusa (IATA: LMP, ICAO: LICD) – port lotniczy położony na Lampedusie, we Włoszech.

## Kierunki lotów i linie lotnicze
| Linia Lotnicza | Kierunek                                                                                   |
| -------------- | ------------------------------------------------------------------------------------------ |
| Aeroitalia     | Sezonowo: 1. Bergamo 2. Bolonia                                                            |
| DAT            | 1. Katania 2. Palermo                                                                      |
| EasyJet        | Sezonowo: 1. Mediolan-Malpensa 2. Neapol                                                   |
| ITA Airways    | Sezonowo: 1. Mediolan-Linate 2. Rzym-Fiumicino                                             |
| Volotea        | Sezonowo: 1. Bergamo 2. Bolonia 3. Mediolan-Linate 4. Neapol 5. Turyn 6. Wenecja 7. Werona |
| Wizz Air       | Sezonowo: 1. Mediolan-Malpensa 2. Rzym-Fiumicino                                           |